# 만수르 아바스

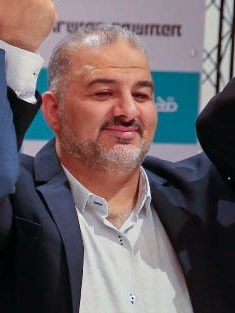

만수르 아바스(아랍어: منصور عباس, 히브리어: מַנְסוּר עַבַּאס, b1974년 4월 22일 ~ )는 이스라엘의 아랍인 정치인이다. 현직 국회의원이며 동시에 통일아랍명단의 대표이기도 하다.

## 생애
마가르라는 마을에서 태어났으며, 17세 때 이 마을의 평화 모스크에서 설교하곤 했다. 예루살렘 히브리 대학교에서 치과의학을 공부하면서 아랍 학생회장으로 활동하기도 했다. 이 시절 이슬람 운동의 창립자인 압둘라 니마르 다르위시를 만났으며, 후에 하이파 대학교에서 정치학을 전공했다.
2007년 통일아랍명단의 사무총장이 되었으며, 2010년 이슬람 운동 남부 부위원장이 되었다.
2019년 4월 총선에서 통일아랍명단은 발라드와 연합했으며, 아바스는 비례대표 1번으로 나가게 되었다. 총선 결과 양당연합은 4석을 획득했고, 아바스는 곧바로 당선되었다.
아내와의 슬하에 두 아이를 두고 있으며, 현재 본인이 치과의사로 활동했던 마가르에서 살고 있다.